# Schizochirus insolens
Schizochirus insolens és una espècie de peix de la família dels creèdids i l'única del gènere Schizochirus.

## Etimologia
Schizochirus prové dels mots grecs schizein (dividir) i cheir (mans).

## Descripció
El cos, semblant morfològicament al d'una anguila, fa 5,3 cm de llargària màxima. 12-43 radis tous a l'única aleta dorsal, 22-40 a l'anal i 11-16 a les pectorals. 1 espina i 5 radis tous a les aletes pelvianes. Línia lateral no interrompuda.

## Hàbitat i distribució geogràfica
És un peix marí i d'aigua salabrosa, demersal i de clima subtropical (23°S-34°S), el qual viu al Pacífic occidental: és un endemisme de les badies i aigües costaneres de fons sorrencs de l'est d'Austràlia (des de Queensland fins a Sydney -Nova Gal·les del Sud-).

## Observacions
És inofensiu per als humans i el seu índex de vulnerabilitat és baix (10 de 100).